# René Pleimelding
René Pleimelding est un footballeur et entraîneur français né le 13 février 1925 à Joudreville (Meurthe-et-Moselle) et mort le 20 octobre 1998 à Nancy.

## Biographie
René Pleimelding commence sa carrière de joueur à l'âge de 13 ans à Liverdun, près de Nancy, puis porte successivement les couleurs de Champigneulles, de Pompey et d'Épinal. Il signe sa première licence professionnelle en 1948 au FC Nancy et s'y impose comme un solide arrière central. Il joue notamment avec  Piantoni et  Deladerrière. C'est au cours de cette période nancéienne qu'on lui attribue un surnom qui ne le quittera plus : "Ploum".
Il est transféré au Toulouse FC en 1952 et y finira sa carrière de joueur en 1958 après un bref retour de neuf mois au FC Nancy. Sa période toulousaine vaudra à René Pleimelding deux grandes joies sportives : une sélection en équipe de France le 18 octobre 1953 et une victoire en Coupe de France le 26 mai 1957 (capitaine de l'équipe, c'est à lui que le président de la République René Coty remet la coupe).
Sa carrière de joueur achevée, commence alors pour René Pleimelding une longue carrière d'entraîneur et de directeur sportif. Après trois saisons à Toulouse, il poursuit sa carrière à Béziers puis dans le club amateur de Colmar.
En 1967, Claude Cuny, l'artisan du renouveau du football nancéien, lui demande de revenir en Lorraine pour prendre les rênes de l'équipe naissante de l'AS Nancy-Lorraine. Il accepte et dirigera trois saisons l'équipe au chardon, atteignant l'objectif qui lui avait été fixé de faire monter le club en première division en 1970. Il quitte alors l'ASNL pour rejoindre une fois encore un club naissant : le Troyes Aube Football.
Devenu directeur sportif des SR Colmar, il prend sa retraite en 1986 et s'installe à Liverdun, où il demeure l'éducateur qu'il n'a jamais cessé d'être tout au long de sa carrière. Il meurt en octobre 1998 à Nancy. Depuis 1999, un stade de Liverdun porte son nom. Deux de ses fils ont été footballeurs professionnels : Gérard Pleimelding et Pierre Pleimelding. Ce dernier compte, comme son père, une sélection en équipe de France.

## Carrière de joueur
- 1948-1952 :  FC Nancy
- 1952-1958 :  Toulouse Football Club[2]

## Palmarès de joueur
- Vainqueur de la Coupe de France en 1957 avec Toulouse
- 1 sélection en équipe de France A (18/10/1953, Yougoslavie-France, 3-1)

## Carrière d'entraîneur
- 1958-1961 :  Toulouse Football Club
- 1961-1964 :  AS Béziers
- 1964-1967 :  SR Colmar
- 1967-1970 :  AS Nancy-Lorraine
- 1970-1971 :  Troyes Aube Football